# 5747 Williamina
5747 Williamina è un asteroide della fascia principale. Scoperto nel 1991, presenta un'orbita caratterizzata da un semiasse maggiore pari a 2,3963630 au e da un'eccentricità di 0,2416586, inclinata di 24,63657° rispetto all'eclittica.
L'asteroide è dedicato all'astronoma britannica naturalizzata statunitense Williamina Paton Stevens Fleming.